# Громадянський форум
Громадянський форум (чеськ. Občanské fórum) — суспільно-політична організація, що виникла в Чехії у 1989 році. Організація спочатку замислювалася як опозиційна по відношенню до керівництва Чехословаччини та правлячої КПЧ. Громадянській форум зіграв ваговиту роль в оксамитовій революції. У Словаччині аналогом Громадянського форуму була організація «Громадськість проти насилля» (словац. Verejnosť proti násiliu).

## 1989 рік
Ввечері 19 листопада 1989 року у Драматичному театрі представники чехословацьких опозиційних організацій (зокрема, «Хартія 77») об'єдналися в Громадський форум для боротьби з «режимом нормалізації». Був прийнятий «Заклик» з досить помірною (у них були відсутні заклики до ліквідації керівної ролі КПЧ) програмою.
23 грудня 1989 року в Празі пройшов з'їзд Громадянського форуму. З'їзд підтримав пропозицію Вацлава Гавела про те, що Громадянський форум залишиться політичним рухом з широкою соціальною базою і не перетворюватиметься в партію або коаліцію партій.
29 грудня 1989 року глава Громадянського форуму Вацлав Гавел був обраний президентом Чехословаччини. Головою партії замість Гавела стає Ян Уран.

## 1990 рік
Влітку Ян Урбан залишає пост голови партії, а 16 жовтня головою партії був обраний Вацлав Клаус.

## 1991 рік
У січні 1991 року Вацлав Клаус створив Громадянську демократичну партію, внаслідок чого Громадянський форум розпався. Громадянська демократична партія мала чітку орієнтацію на цінності західної моделі демократії та ринкової економіки, а також була партією в повному розумінні цього слова.